# 卡西姆·巴里迪
卡西姆·巴里迪（Qasim Barid I；？—1504年），印度德干蘇丹國中比德爾蘇丹國奠基人。他是來自格魯吉亞的什葉派突厥穆斯林，後進入巴赫曼尼蘇丹國的蘇丹穆罕默德沙三世的宮廷服務，成為他的大維齊爾。
他後來領導叛亂使自己成為王國元首，但已經嚴重破壞了王國的穩定性。巴赫曼尼蘇丹國的久納爾、比賈布爾和畢拉爾總督拒絕承認他的權威。在1490年6月，久納爾總督艾哈邁德·尼扎姆沙宣布其統轄的疆域獨立為艾哈邁德訥格爾蘇丹國，比賈布爾和貝拉爾也陸續成為獨立的蘇丹國。
卡西姆·巴里迪死於1504年，他的兒子阿米爾·巴里迪一世同樣成為王國的攝政。